# Delage
Delage är ett franskt bilmärke som tillverkade bilar i Levallois-Perret mellan 1905 och 1954.
Den 7 november 2019 tillkännagav föreningen "Les Amis de Delage" som skapades 1956 och ägare av varumärket Delage, återgrundandet av företaget Delage Automobiles med Delage D12.

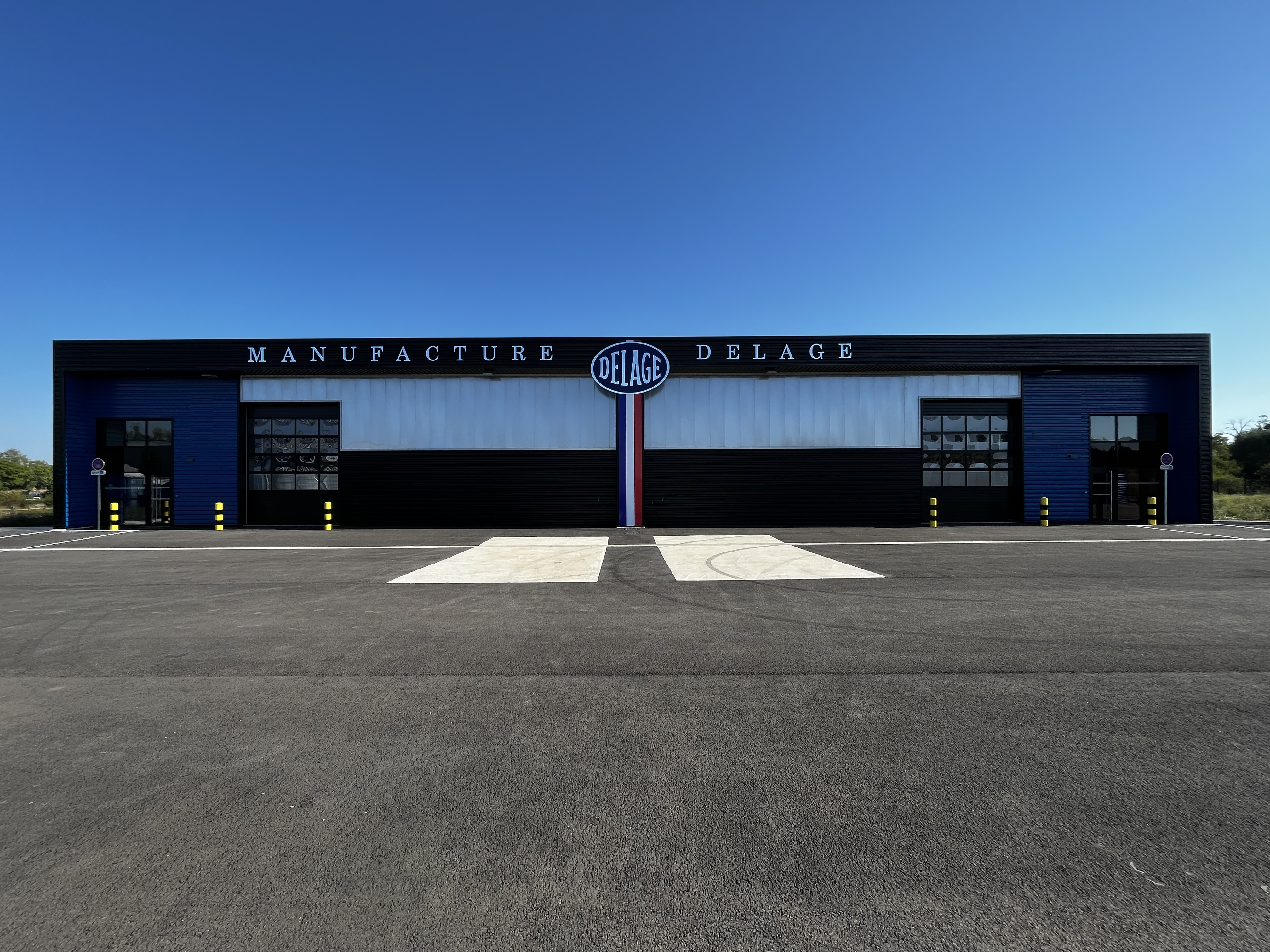

## Historia
1905 lämnade Louis Delage Peugeot för att utveckla och producera egna sportbilar, med Augustin Legros som överingenjör. De första modellerna, Type A och Type B, fick encylindriga motorer från De Dion-Bouton. Senare köptes fyrcylindriga motorer från Ballot.
Delage ägnade sig framgångsrikt åt bilsport och vann Indianapolis 500 1914. 1927 vann man Världsmästerskapet i Grand Prix racing med tävlingsbilen 15 S8.
Under 1920-talet tillverkades den fyrcylindriga Type DI och den stora sexcylindriga Type GL. På bilsalongen i Paris 1929 introducerades den första åttacylindriga D8-modellen. Den följdes 1931 av den sexcylindriga D6. Den stora depressionen drabbade Delages dyra bilar hårt och 1935 tvingades Louis Delage sälja sitt företag till Delahaye. Därefter omvandlades Delage snart till lyxiga versioner av Delahaye-bilar. 
De Delage-bilar som tillverkades efter andra världskriget var egentligen en treliters Delahaye. 1954 gick Delage tillsammans med Delahaye upp i Hotchkiss och tillverkningen upphörde för gott.  
I oktober 2019 tillkännagav föreningen "Les Amis de Delage", skapad 1956 och ägare av varumärket Delage, den franske affärsmannen Laurent Tapie grundandet av företaget Delage Automobiles med skapandet av en fransk superbil vid namn Delage D12 vars produktion tillkännages. begränsat till 30 exemplar. Dess produktion startar i slutet av 2023 och de första leveranserna av D12 är planerade till slutet av 2024.

## Modeller

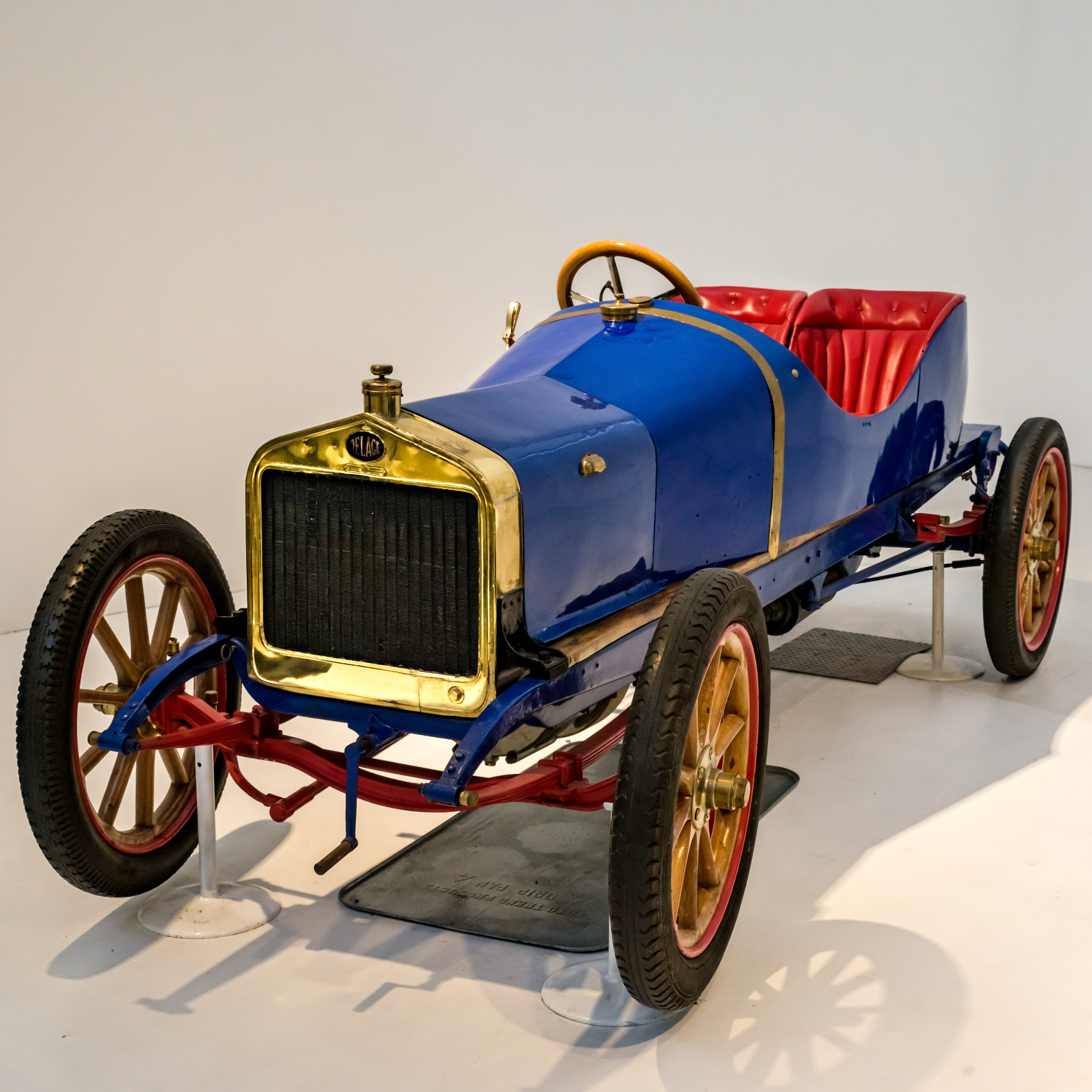
Delage Type F (1908)
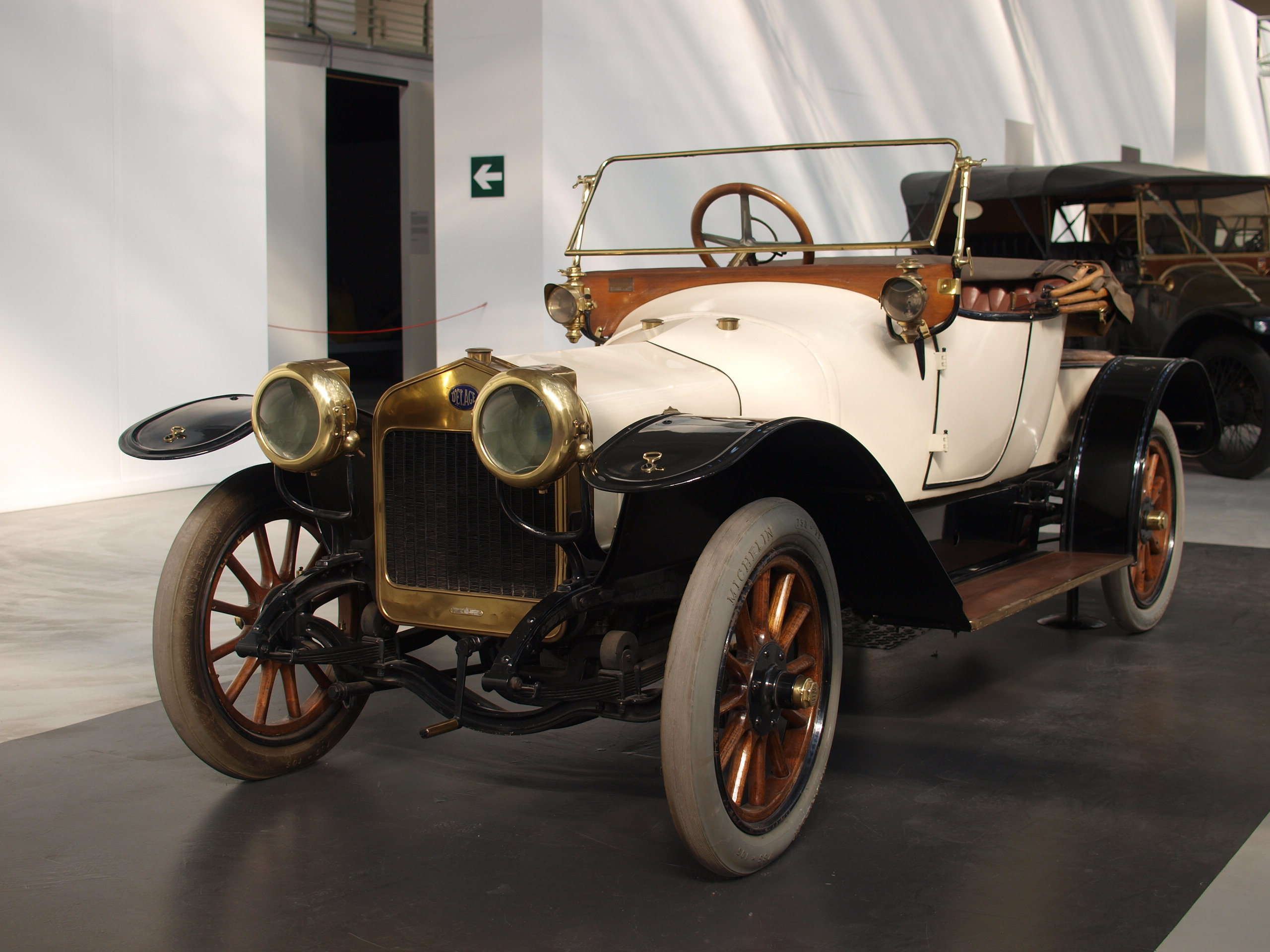
Delage Type AB (1913)
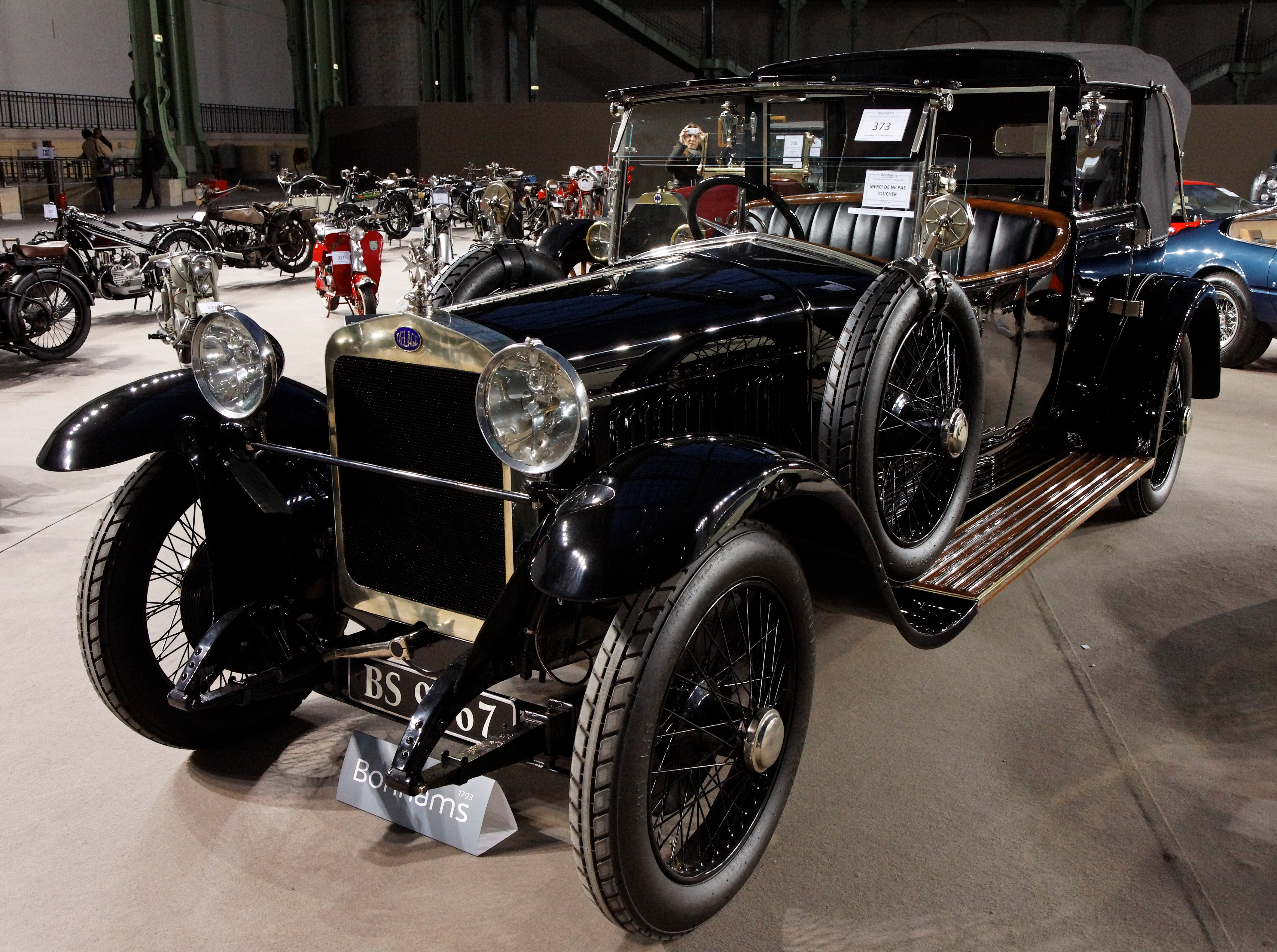
Delage Type CO (1920)
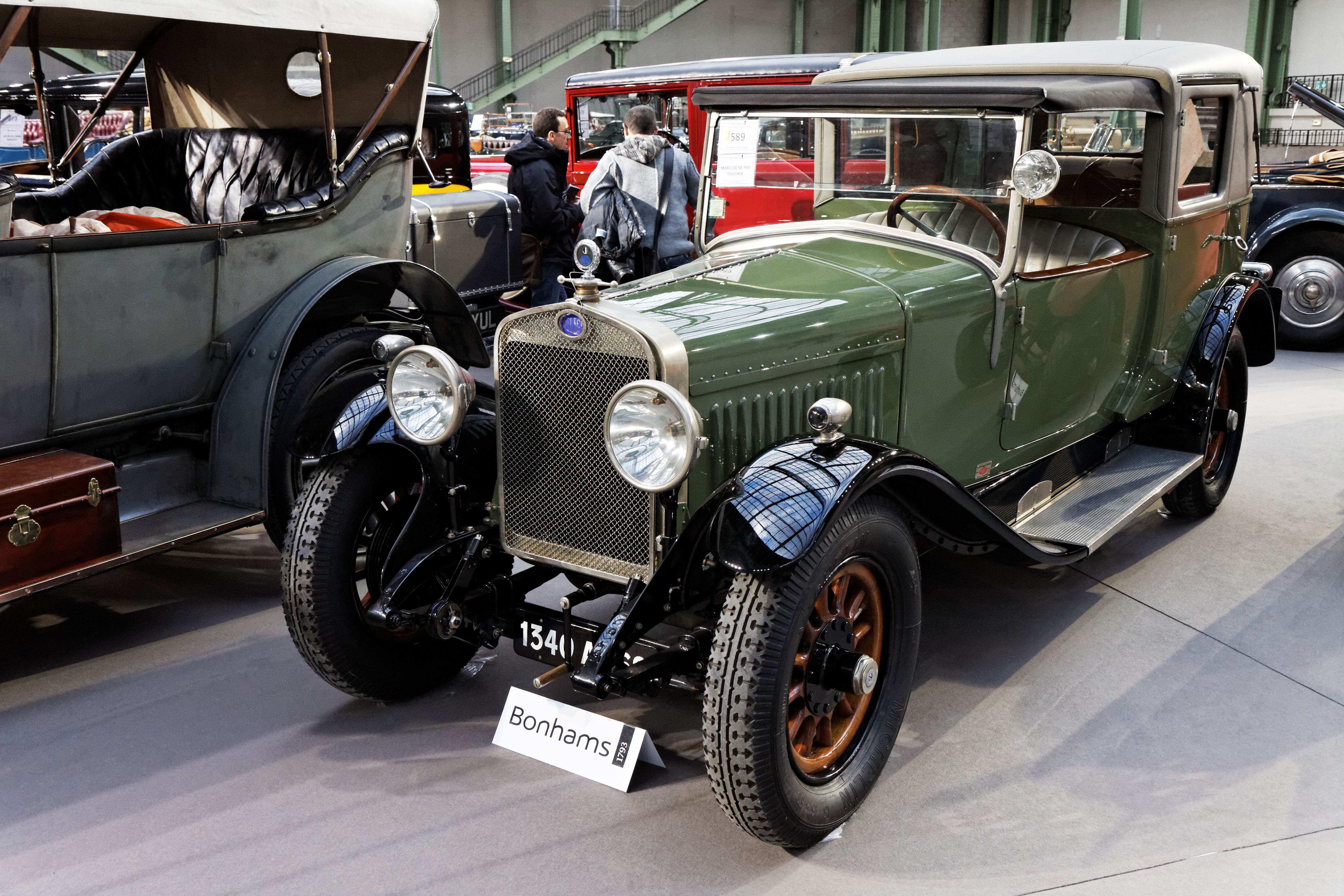
Delage Type DI (1927)
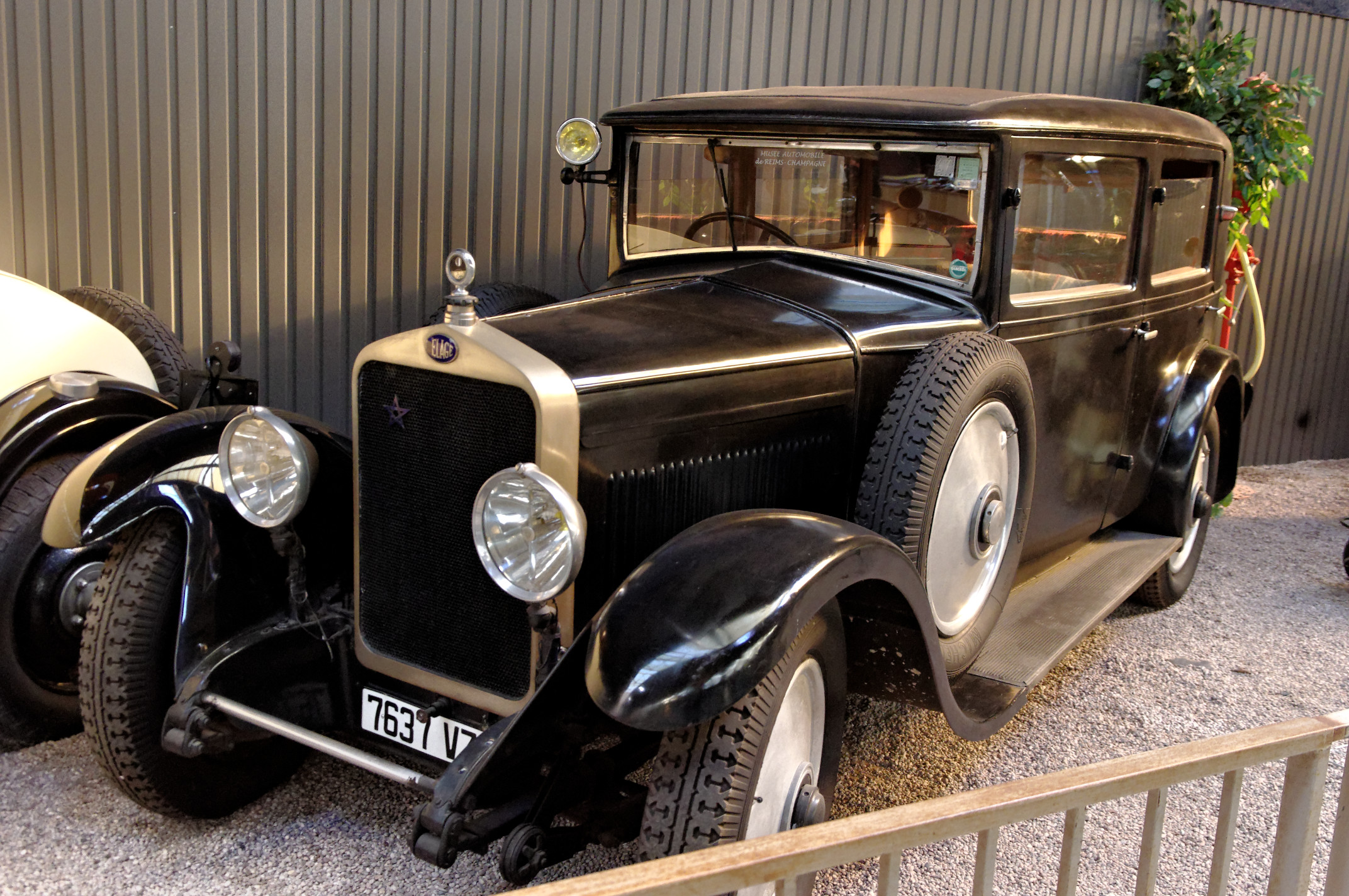
Delage DR 70 (1929)
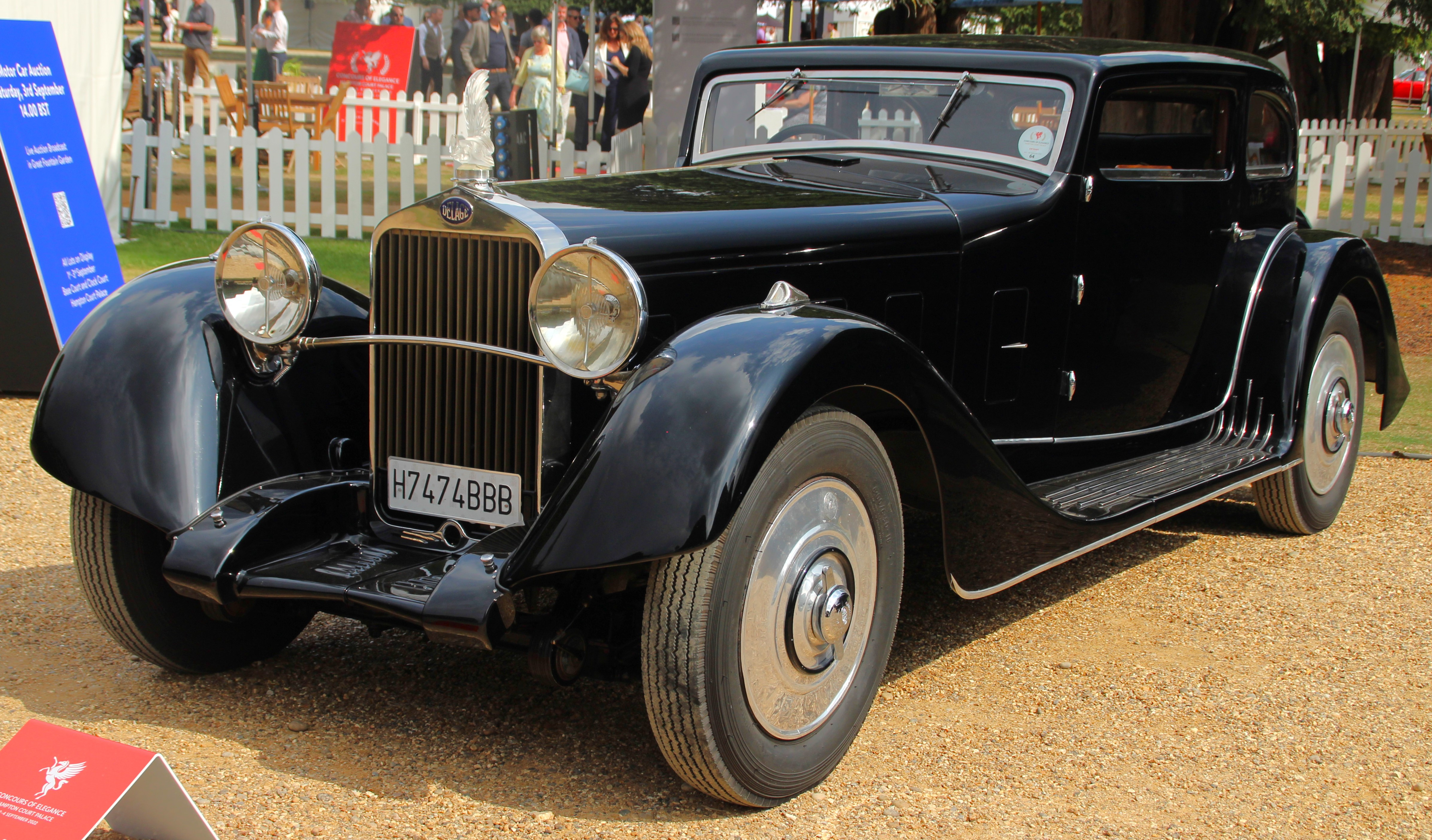
Delage D8 S (1933)
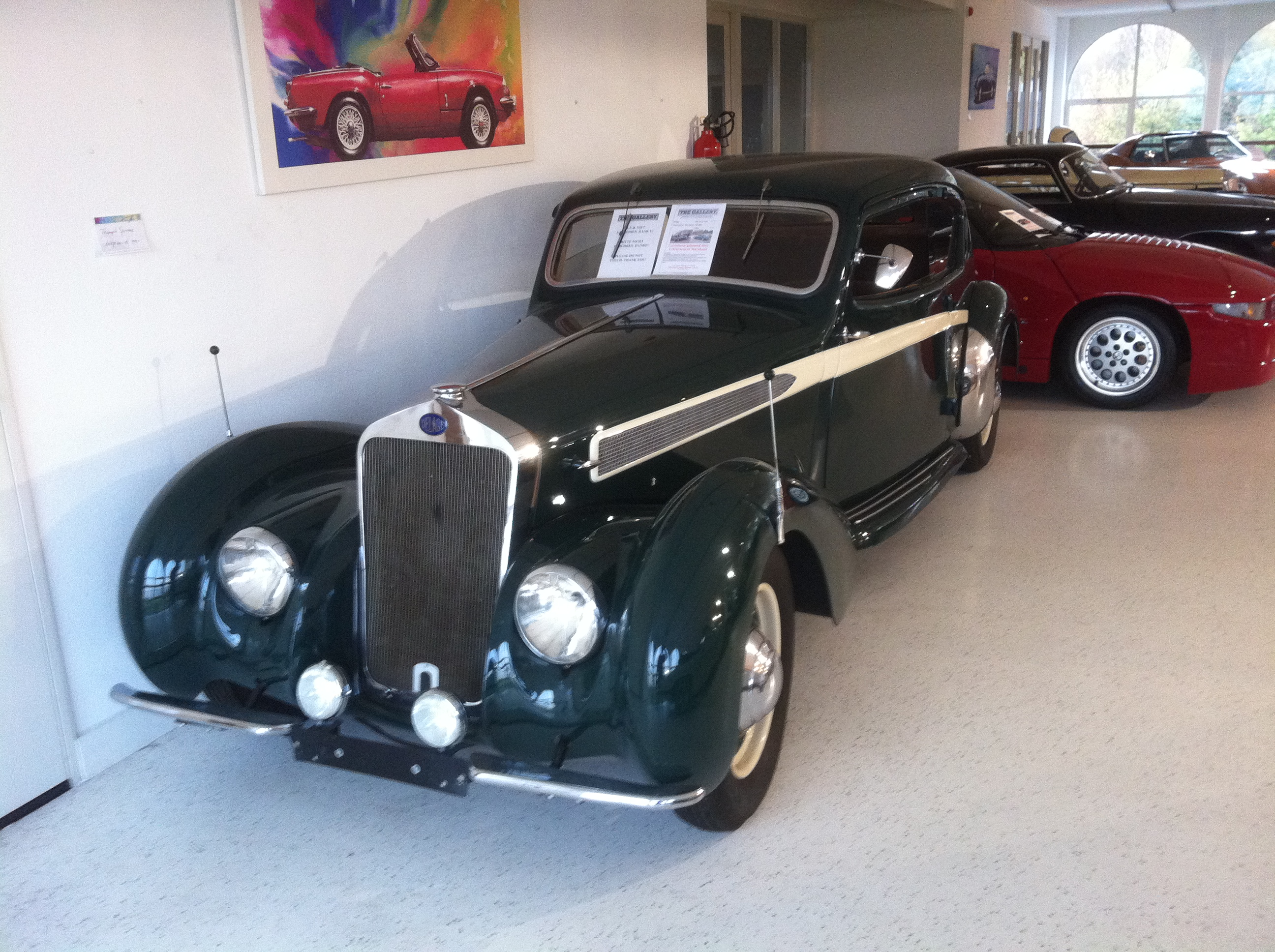
Delage D6 (1938)
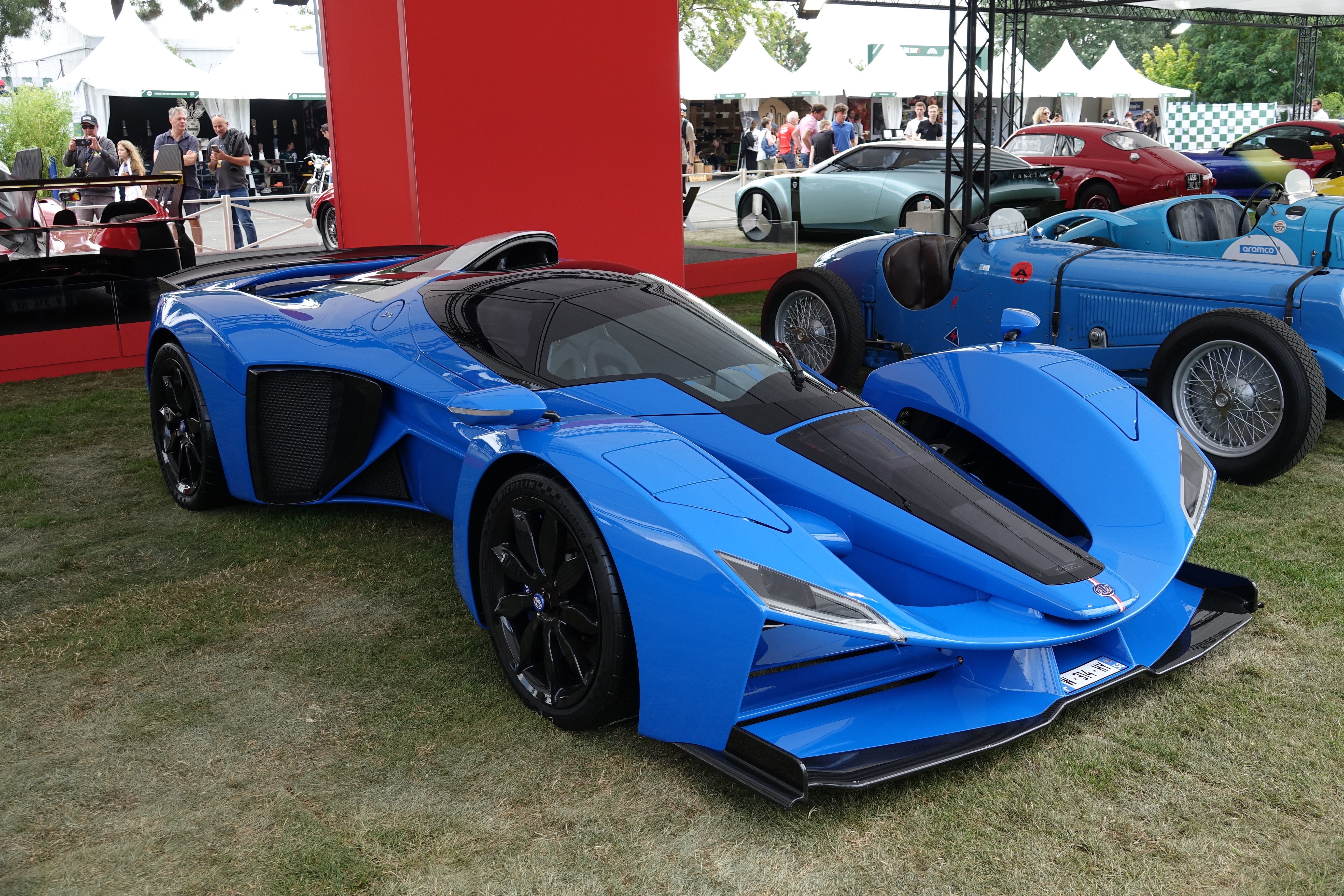
Delage D12 (2023)